# Andreu Julià
Andreu Julià (Tortosa ? -Valencia 1381) fue un arquitecto que trabajó en distintos edificios de Valencia del siglo  XIV, siendo un exponente del estilo gótico valenciano.
Andreu Julià aparece en los documentos por primera vez como maestro de obras de la Catedral de Valencia, donde probablemente se encargó de la construcción de la Sala Capitular (actual capilla del Sant Calze -"Santo Cáliz"-) entre 1356 y 1369. Después fue maestro mayor de la Catedral de Tortosa (1376-78). Volvió a Valencia, donde entre 1380 y 1381 proyectó la torre campanario de la catedral, conocida como "El Miguelete" (Micalet), la obra que le dio más fama.
Se le conocía como un experto en "nivelar las aguas", trabajando en ello en la acequia de Favara y la huerta valenciana.
|  |  |